# Erste Seeschlacht bei Stromboli
Solebay – Erste Schooneveld – Zweite Schooneveld – Maastricht – Texel – Bonn – Sinsheim – Seneffe – Enzheim – Türkheim – Erste Stromboli - Sasbach – Konzer Brücke – Zweite Stromboli – Augusta – Palermo – Philippsburg – Maastricht – Valenciennes – Tobago – Cassel – Kokersberg –  Freiburg – Ypern – Rheinfelden – Saint-Denis
Die erste Seeschlacht bei Stromboli, auch bekannt als die Schlacht bei den Liparischen Inseln (allerdings nicht zu verwechseln mit der Schlacht bei den Liparischen Inseln in den Punischen Kriegen), war eine Seeschlacht, die am 11. Februar 1675 vor der Nordküste Siziliens ausgetragen wurde. Eine spanische Flotte unter dem Kommando des Marquis de Viso stand dem französischen Geschwader des Herzogs von Vivonne gegenüber, das mit dem Entsatz der Stadt Messina beauftragt worden war.

## Kontext
Um die gegen die spanische Herrschaft und König Karl II. revoltierenden Sizilianer zu unterstützen, entsandte Ludwig XIV. mehrmals französische Flotteneinheiten. Im September 1674 hatte die Stadt Messina für ihren Aufstand gegen die spanische Herrschaft bereits erste Unterstützung erhalten, angeführt vom Marquis de Valavoire und dem Chevalier de Valbelle, die die Stadt im Namen des französischen Königs Ludwig XIV. besetzten.
Am 29. Januar 1675 stach ein Geschwader vom Hafen von Toulon aus in See. Es bestand aus folgenden Linienschiffen:
- Sceptre, 80 Kanonen, unter dem Herzog von Vivonne,
- Heureux, 60 Kanonen, unter dem Kapitän La Bretèche,
- Parfait, 56 Kanonen, unter dem Kapitän Châteauneuf,
- Triomphant, 60 Kanonen, unter dem Marquis von Preuilly d’Humières (Chef d’escadre),
- Fidèle, 56 Kanonen, unter dem Kapitän Cogolin,
- Saint-Michel, 60 Kanonen, unter Duquesne (Lieutenant-général),
- Apollon, 56 Kanonen, unter dem Kapitän Forbin dem Älteren,
- Vaillant, 32 Kanonen, unter dem Kapitän Septesmes.

Die Vorhut wurde von Lieutenant-général (Vizeadmiral) Duquesne geführt, während die Nachhut Chef d’escadre Marquis von Preuilly d’Humières führte.
Weiterhin gehörten eine Fregatte und drei Brander zum Verband, der außerdem von einer großen Anzahl von Transportschiffen begleitet wurde, die mit Truppen, Vorräten, Waffen und anderen Gütern beladen waren, die der Bevölkerung von Messina zur Unterstützung geliefert werden sollten.
Ungünstige Winde zwangen die Flotte zunächst, einen Hafen bei den Îles d’Hyères anzulaufen. Am 11. Februar 1675 erschien das Geschwader schließlich in den Gewässern vor Messina. In der Stadt wurde als Signal für die erbetene Hilfe Ludwigs XIV. die französische Standarte gehisst.

### Die Schlacht
Am 11. Februar 1675 traf die französische Flotte folgerichtig auf das spanische Blokadegeschwader. Diese hatten ihre Schiffe und Galeeren mit denen des Königreichs Sizilien, Neapel und Sardinien vereint und die von Melchior de La Cueva kommandierte Flotte von zwanzig Linienschiffen und siebzehn Galeeren sperrte den Zugang zur Stadt.
Es wehte ein leichter Nordostwind, der den spanischen Schiffen einen Vorteil verschaffte. Sie drehten auf das französischen Geschwader zu, das seinerseits trotz der Nachteile von Wind und Anzahl nach Südosten segelte und die notwendigen Manöver durchführte, um sich seinen Gegnern zum Kampf zu stellen. Da diese durch eine Verlängerung ihrer Linie die acht französischen Schiffe gleichzeitig hätten angreifen und einkesseln können, ließ Vivonne auf Duquesnes Rat vorsichtshalber große Abstände zwischen seinen drei kleineren Divisionen und verließ sich dabei auf die Tapferkeit und Erfahrung ihrer befehligenden Offiziere. Duquesne, an der Spitze der Vorhut, musste zunächst die gesamte Angriffskraft des spanischen Geschwaders aushalten. Die Spanier, die diesen erfahrenen Seemann unbedingt besiegen wollten, konzentrierten ihre Angriffe auf sein Schiff. Dennoch gelang es ihm, seine Position im Gefecht nahezu ohne Verluste zu halten, bis Vivonne und seine Hauptstreitmacht ihm zu Hilfe kamen.
Die Schlacht währte bereits seit vier Stunden, als Vivonne bemerkte, dass die spanischen Galeeren an Stärke verloren. Daraufhin befahl er den Schiffen seines Geschwaders, sich zu sammeln, insbesondere die Nachhut, die unter dem Kommando des Marquis de Preuilly d’Humières noch nicht in den Kampf eingegriffen hatte. Vivonne hoffte damit, der Schlacht eine entscheidende Wendung zu geben. Als das Signal gegeben wurde, versuchten Vivonnes und Duquesnes sechs Schiffe, sich mit Preuillys Nachhut zu vereinigen, die sich ihnen unter vollen Segeln näherte. Als die Spanier die Absicht der Franzosen erkannten, versuchten sie, das Manöver zu verhindern und setzten die Kämpfe daraufhin mit größerer Heftigkeit als zuvor fort. Der Kampf war auf beiden Seiten hartnäckig und blutig, und der Vorteil war eine Zeit lang ungewiss.
Der Marquis de Valavoir, der über den Entsatzversuch durch den Herzog von Vivonne informiert worden war, hatte alle Schiffe im Hafen von Messina bewaffnen lassen. Er befahl dem Chevalier de Valbelle, sich zum Gegenangriff bereit zu machen. Valbelle verließ mit sechs Linienschiffen den Hafen und erreichte den Schauplatz des Geschehens auf dem Höhepunkt der Kämpfe. Er überfiel die Spanier von hinten und brachte ihre Gefechtslinie in Unordnung.
Gleichzeitig nutzten der Herzog von Vivonne mit Duquesne und Preuilly d’Humières die erzwungene Bewegung der Spanier und griff sie mit solcher Heftigkeit an, dass ihr gesamtes Geschwader zur Flucht gezwungen war und sich unter vollen Segeln nach Neapel zurückzog, nachdem es vier Linienschiffe und zahlreiche Seeleute verloren hatte.
Die geschlagene spanische Flotte wurde bis Neapel verfolgt und das französische Geschwader lief anschließend im Triumph in den Hafen von Messina ein.

### Nachwirkungen
Die Schlacht um die Liparischen Inseln war ein klarer Sieg für Frankreich, sehr zu Colberts Erleichterung. Diese Erleichterung währte jedoch nur kurz, als im Dezember 1675 ein Geschwader von fünfzehn niederländischen Schiffen unter dem Kommando von Admiral de Ruyter ins Mittelmeer einlief und die französischen Positionen erneut bedrohte.
Zwei Monate nach der Schlacht, am 22. April 1675, schworen die Senatoren von Messina in der Kathedrale der Stadt Ludwig XIV. die Treue, während Marschall de Vivonne empfangen und als Vizekönig anerkannt wurde.

## Bibliografie
- Léon Guérin: Histoire maritime de la France. Dufour et Mulat. 1857. S. 258 ff.
- Jean Cordey: Correspondance du maréchal de Vivonne relative à l’expédition de Messine. Bd. 1: 1674–1676. Renouard, H. Laurens. Paris. 1914.
- Jean Meyer & Martine Acerra: Histoire de la marine française: des origines à nos jours. Ouest-France. Rennes. 1994. ISBN 2-7373-1129-2.
- Lucien Bély (Hrsg.): Dictionnaire Louis XIV. Éditions Robert Laffont, Reihe „Bouquins“. Paris. 2015. ISBN 978-2-221-12482-6.
- Guy Le Moing: Les 600 plus grandes batailles navales de l’Histoire. Marines Éditions. Rennes. Mai 2011. ISBN 978-2-35743-077-8.
- John A. Lynn: Les Guerres de Louis XIV. Éditions Perrin, Reihe „Tempus“. Paris. 2014. ISBN 978-2-262-04755-9.
- Rémi Monaque: Une histoire de la marine de guerre française. Éditions Perrin. Paris. 2016. ISBN 978-2-262-03715-4.
- Onésime Troude: Batailles navales de la France. Bd. 1. Challamel aîné. Paris. 1867–1868.
- Charles La Roncière: Histoire de la Marine française: La Guerre de Trente Ans. Colbert. Bd. 5. Plon. Paris. 1920.